# Fórum o spolupráci mezi Čínou a Afrikou
Fórum o spolupráci mezi Čínou a Afrikou (anglicky Forum on China-Africa Cooperation, znaky: 中非合作论坛, pinyin: Zhōng Fēi hézuò lùntán, francouzsky: Forum sur la coopération sino-africaine) je oficiálním fórem Číny a všech afrických států s výjimkou Svazijska, které nemá s Čínou diplomatické vztahy, protože uznává nezávislost Tchaj-wanu. Konference a summity FOCAC se konají každé tři roky, střídavě v Pekingu a ve vybraných městech v Africe.

## Jednotlivé ročníky
- 2000, Peking, Čína. Na inauguračním setkání FOCAC v Pekingu v roce 2000 se sešli ministři zahraničních věcí, obchodu a mezinárodní spolupráce, a to jak z Číny, tak z afrických zemí. Konference probíhala od 10. do 12. října 2000.[2]
- 2003, Addis Abeba, Etiopie. Druhé ministerské setkání FOCAC se konalo 15. a 16. prosince 2003 v Addis Abebě, hlavním městě Etiopie.[2]
- 2006, Peking, Čína. Během summitu FOCAC, který se konal v roce 2006 v Pekingu od 3. do 5. listopadu, se sešly hlavy států, vlád a delegace spolu s ministry zahraničních věcí a ministry odpovědnými za ekonomickou spolupráci z Číny a 48 afrických zemí. Toto setkání bylo významné tím, že byl přijat Akční plán Pekingu na období 2007-2009.[3]
- 2009, Šarm aš-Šajch, Egypt. 4. ministerská konference FOCAC proběhla 8. a 9. listopadu 2009 v egyptském letovisku Šarm aš-Šajch. Tato konference měla význam v posouzení plnění akčního plánu z pekingského summitu FOCAC a bylo konstatováno, že stanovené cíle byly dosaženy.[4]
- 2012, Peking, Čína. Proběhla v Pekingu 19. a 20. července 2012. Během konference byl přijat Akční plán Pekingu na období 2013-2015, který se zaměřil na politické otázky, regionální mír a bezpečnost, ekonomickou spolupráci, rozvojovou spolupráci.[5]
- 2015, Johannesburg, Jihoafrická republika. Summit proběhl v roce 2015 4. a 5. prosince. Hlavním tématem summitu bylo "Společný pokrok Číny a Afriky: Win-Win spolupráce pro společný rozvoj".[6]
- 2018, Peking, Čína. Summit Fóra o spolupráci mezi Čínou a Afrikou v roce 2018 se konal 3. a 4. září v Pekingu. Summit byl významný tím, že byla přijata pekingská deklarace "Směrem k ještě silnější čínsko-africké komunitě se společnou budoucností" a Akční plán na období 2019-2021.[7]
- 2021, Dakar, Senegal a Peking, Čína. Konference se uskutečnila v Dakaru od 29. do 30. listopadu 2021. Prezident Číny Si Ťin-pching oznámil poskytnutí další miliardy dávek vakcíny proti covidu-19 pro Afriku.[8]
- Další setkání Fóra o spolupráci mezi Čínou a Afrikou se pravděpodobně uskuteční v Pekingu ke konci roku 2024.

## BRI
BRI neboli Belt and Road Initiative znamená jedno pásmo, jedna cesta (angl. One belt, one road), můžeme ji také nazvat jako iniciativu pásma a cesty nebo jako Novou hedvábnou stezku (New silk road). Pásmo označuje oživení pozemské obchodní trasy z východní Asie přes střední a západní Asii do Evropy. Cesta představuje Námořní hedvábnou stezku 21. století, která spojuje Čínu po moři s regiony Oceánie, Blízkého Východu a Afriky. Zakladatelem je čínský prezident Xi Jinping. Během roku 2013 odstartoval tento projekt. Tato iniciativa se budovala se záměrem o posílení infrastruktury a hospodářského růstu v Africe. Omezením je avšak obrovský deficit infrastruktury na kontinentech. Proto iniciativa vytváří nové investice do afrických silničních železničních přístavů a energetické infrastruktury. Snaží se o energetickou bezpečnost, obchod a o dopravní infrastrukturu. Širším cílem je vytvoření ekonomického a politického vlivu ČLR. K této iniciativě se hlásí i Česká republika.

### Cíle projektu
První část projektu se zaměřuje na budování pevninské infrastruktury napříč střední Asii a vytvoření ekonomického pásu hedvábné stezky. Kromě silnic, železnic a přístavů, má zahrnovat také ropovody či plynovody a další. 
Druhá část projektu se orientuje na rozvoj námořních dopravních tras skrz Indický oceán a Perský záliv.
Xi Jinping se mohl inspirovat původní Hedvábnou stezkou, která vznikla za dynastie Han ve 2. století př. n. l. a upevnila obchodní sítě.
BRI si dala za cíl 5 klíčových cílů: koordinace politiky, konektivita, ničím nerušený obchod, finanční integrace, spojení mezi lidmi. Cesta vede z Rotterdamu, kolem Duisburgu přes Itálii do Istanbulu, Teheránu, napříč Ruskem směrem do střední Ameriky.

#### Finanční nástroje
Za poslední desetiletí Čína utratila miliardy dolarů na výstavbu silnic, železnic, přístavů a průmyslových ekonomických zón v Africe. Výhodou projektu je:
- vytvoření dopravních koridorů, jimiž se mají propojit s Evropou
- ropovody a plynovody vedené ze Xianu v západní Číně přes střední Asii do Evropy
- rozšíření RMB jako globální měny

To vše má snižovat bariéry pro obchod a investice. K naplnění těchto cílů je nápomocná Asijská průmyslová investiční banka a Fond Nové hedvábné stezky.

##### Belt and Roand Forum
Důležitou součástí BRI je mezinárodní konference Belt and Road Forum, která má za cíl propagovat a prohloubit vzájemnou spolupráci zainteresovaných států.

## Galerie

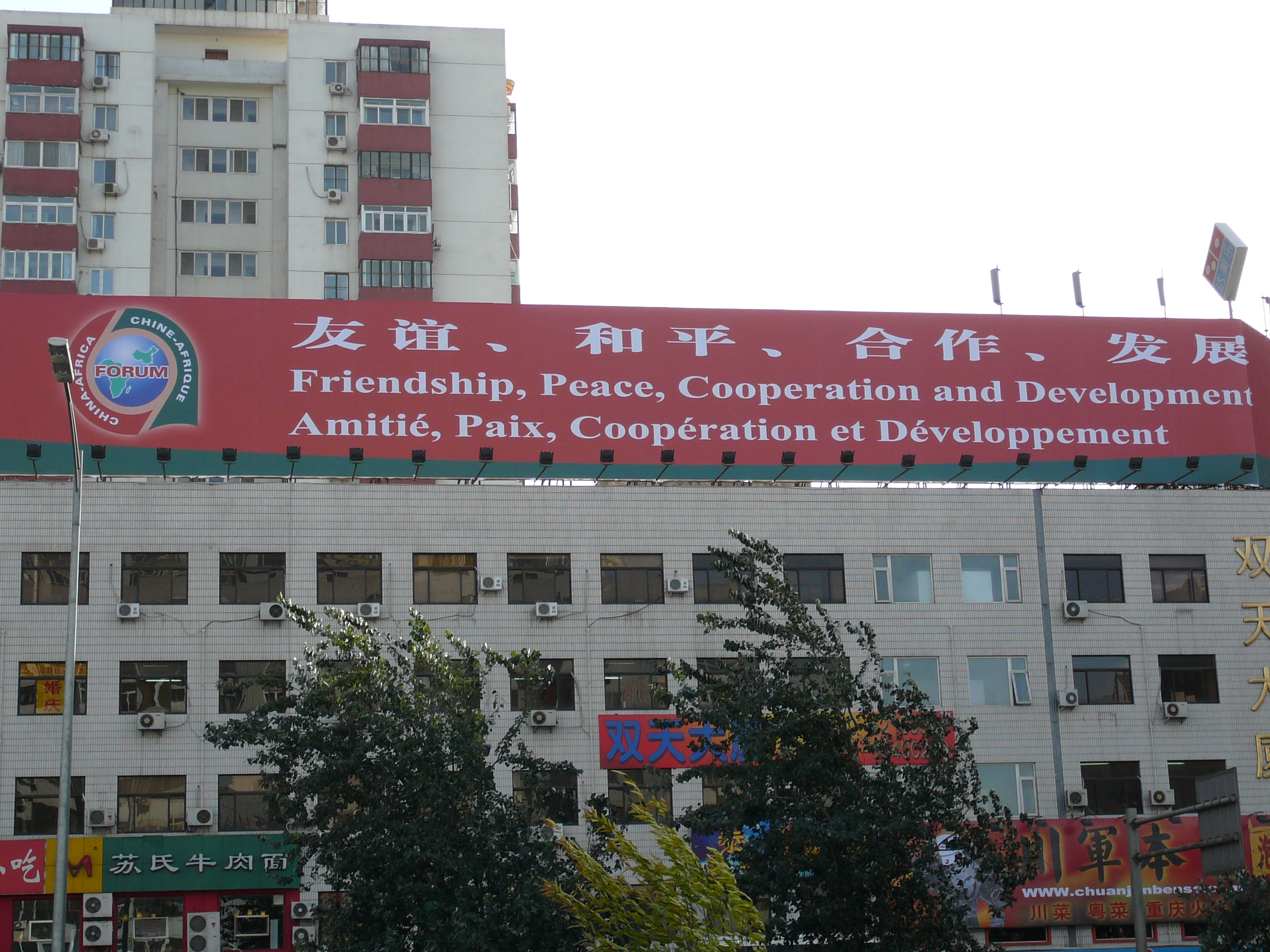
Bilboard v Pekingu, listopad 1996
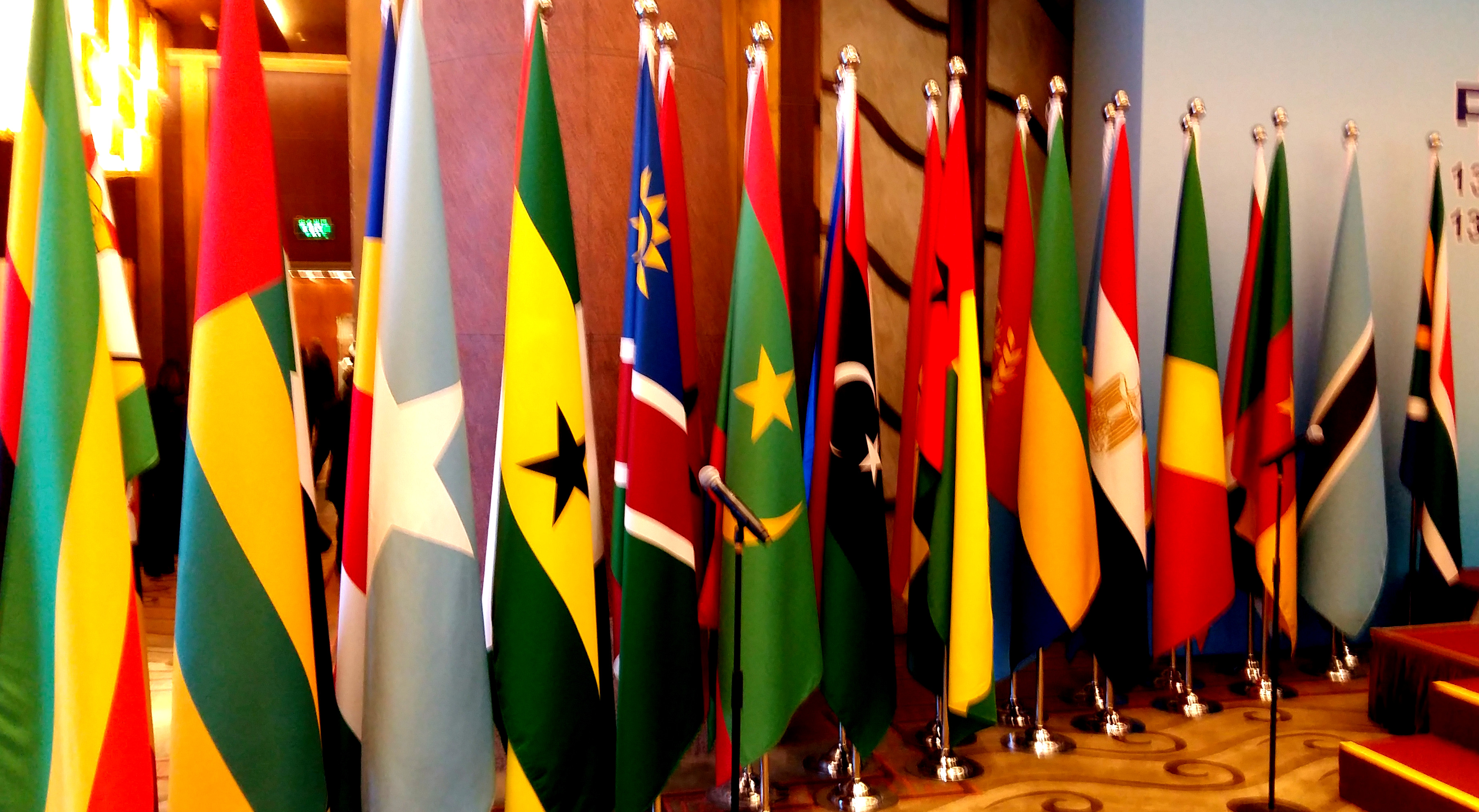
FOCAC, 2018